# John Aldridge
John Aldridge (Liverpool, Inglaterra, 18 de septiembre de 1958), exfutbolista anglo-irlandés. Jugó de delantero centro y su primer equipo fue el Newport County A.F.C.

## Trayectoria

### Comienzos
Nació en Liverpool (Inglaterra) el 18 de septiembre de 1958. Nació y se crio en el condado de Merseyside. Es parcialmente descendiente de irlandeses lo que le dio la posibilidad de ser seleccionado por la selección de fútbol de Irlanda en su carrera deportiva.
Sus primeros pasos como futbolista los dio en Merseyside jugando en el South Liverpool F.C., llegando más tarde al fútbol profesional en el Newport County A.F.C., equipo en el que jugó 213 partidos (desde 1979 a 1984) anotando 90 goles, logrando además algún ascenso y un título de Copa de Gales que le permitió jugar la Recopa de Europa.
En 1984 fichó por el Oxford United F.C., entonces en la tercera división inglesa. Con este equipo ascendió hasta la primera división inglesa y logró una Copa de la Liga inglesa. En el Oxford jugó 141 partidos y anotó 90 goles. Fue jugando en el Oxford cuando fue internacional por primera vez. También consiguió establecer el récord de goles en una temporada en el Oxford, vigente todavía en 2006, al anotar 30 goles la temporada 1984-1985.

### Liverpool FC
El año 1987 Aldridge ficha por el Liverpool, con la difícil tarea de sustituir a Ian Rush tras su marcha a la Juventus. Aldridge anotó en los 9 primeros partidos de liga, terminando la temporada con 26 goles, colaborando en la consecución del título de Liga inglesa por parte del Liverpool. Esa misma temporada sin embargo Aldridge falló un penalti en la final de la Copa de Inglaterra, al detener Dave Beasant, portero del Wimbledon F.C. el lanzamiento, terminando el partido finalmente con 1-0 para el Wimbledon. Fue el primer penalti que falló en el Liverpool.
La segunda temporada en el Liverpool, tras la no adaptación de Ian Rush al fútbol italiano, Aldridge y Rush comparten la delantera de los "reds", estando Aldridge incluso por delante en la confianza del técnico. Aldridge se redimió del fallo del penalti, al anotar los dos goles de la victoria 2-1 frente al Wimbledon en la Charity Shield.
Aldridge quedó muy afectado tras la Tragedia de Hillsborough, asistiendo a todos los funerales que pudo e incluso defendiendo públicamente la retirada de su equipo, aunque finalmente anotó dos goles en la reanudación del trágico encuentro.
En total, en el Liverpool jugó 104 partidos y marcó 63 goles.

### Real Sociedad
La siguiente campaña, Aldridge ficha por la Real Sociedad por 1 millón de libras, siendo el primer jugador extranjero de la Real Sociedad tras cerca de 25 años en las que jugó solo con jugadores vascos. La estancia de Aldridge en San Sebastián fue un éxito, jugando 75 partidos (63 de Liga) y marcando 40 goles (33 en Liga).

### Tranmere Rovers y retirada
A pesar de su exitoso paso por San Sebastián, regresó a Inglaterra en 1991 debido a que su familia no logró adaptarse a la vida en España. Su siguiente etapa fue en el Tranmere Rovers F.C. en Merseyside, logrando en su primer año el récord de goles en una temporada con 40 tantos, que en 2006 sigue vigente. Fue una larga y exitosa estancia en el Tranmere Rovers F.C., jugando 287 partidos (174 goles) desde su llegada en 1991 hasta su retirada en 1998. Desde el año 1996 ejerció de jugador-entrenador en dicho club, manteniéndose como entrenador tras colgar las botas hasta la temporada 2001, tras dimitir con el Tranmere Rovers en una muy mala situación que finalmente le llevó al descenso.
Tras su retirada, ha ejercido como comentarista en varios medios y regenta un pub en Liverpool.

## Selección nacional
Ha sido internacional con la selección de fútbol de Irlanda en 69 ocasiones, marcando 19 goles.
Aldridge tuvo una carrera tardía, ya que no llegó a la élite del fútbol inglés hasta 1985 cuando ascendió con el Oxford United a la First Division. El jugador estaba a punto de cumplir 27 años de edad cuando debutó en la First Division con este modesto conjunto y por aquel entonces no parecía muy probable que fuera a ser convocado alguna vez con la selección de fútbol de Inglaterra. Fue durante su estancia en el Oxford cuando fue contactado por la FAI (Federación Irlandesa de Fútbol) para su eventual reclutamiento con esta selección. Cuando Aldridge explotó como futbolista y se convirtió en una estrella del fútbol inglés ya había debutado con Irlanda, lo que le impidió llegar a ser internacional inglés, hecho que se hubiera producido con probabilidad dados sus números y rendimiento.
Aldridge pudo optar a jugar con Irlanda gracias a sus antepasados familiares. El jugador contaba con una bisabuela que había nacida en Athlone (República de Irlanda). Este hecho le permitía optar a la nacionalidad irlandesa, único requisito exigido en aquella época por la FIFA para que pudiera defender a esa selección. La Federación Irlandesa (FAI) llevaba a cabo en la década de los años 80 esta práctica de seleccionar jugadores británicos que contaban con algún tipo de ascendencia irlandesa, incluso aunque esta se limitara a un único bisabuelo, como fue el caso de Aldridge o el de Michael Robinson. La FIFA no exigió que los jugadores tomaran la nacionalidad del país que representaban hasta 1996. Fue en ese año, en las postrimerías de su carrera internacional, cuando finalmente John Aldridge obtuvo un pasaporte irlandés completando su naturalización.

Tras aceptar la proposición de la FAI de jugar con Irlanda y tramitar la documentación pertinente, Aldo debutó el 26 de marzo de 1986 contra Gales en una derrota 0:1 en Lansdowne Road.
Tardó más de 20 encuentros en anotar su primer gol como internacional, aunque luego llegó a marcar 19.
Con su selección ha participado en la Eurocopa 1988 y en los mundiales de 1990 y 1994.
En la Copa Mundial de Fútbol de 1994, en un partido contra México con Irlanda perdiendo por 2-0, Aldridge iba a entrar al campo, pero el cambio se demoró y el seleccionador Jack Charlton y el propio Aldridge increparon al linier, siendo claramente captados por la televisión, lo que les llevaría a ser sancionados posteriormente. Al entrar al campo Aldridge marcó un gol, aunque finalmente Irlanda cayó por 2-1.
Jugó sus últimos partidos como internacional en 1996.

## Clubes
| Club                  | País               | Año       |
| --------------------- | ------------------ | --------- |
| South Liverpool       | Inglaterra         | 1976-1979 |
| Newport County A.F.C. | Gales / Inglaterra | 1979-1984 |
| Oxford United F.C.    | Inglaterra         | 1984-1987 |
| Liverpool             | Inglaterra         | 1987-1989 |
| Real Sociedad         | España             | 1989-1991 |
| Tranmere Rovers F.C.  | Inglaterra         | 1991-1998 |

## Títulos

### Campeonatos nacionales
| Título                        | Club                  | País       | Año  |
| ----------------------------- | --------------------- | ---------- | ---- |
| Copa de Gales                 | Newport County A.F.C. | Gales      | 1980 |
| Liga Inglesa tercera división | Oxford United F.C.    | Inglaterra | 1984 |
| Liga Inglesa segunda división | Oxford United F.C.    | Inglaterra | 1985 |
| Copa de la Liga Inglesa       | Oxford United F.C.    | Inglaterra | 1986 |
| Premier League                | Liverpool             | Inglaterra | 1988 |
| Charity Shield                | Liverpool             | Inglaterra | 1989 |
| Copa de Inglaterra            | Liverpool             | Inglaterra | 1989 |
| Charity Shield                | Liverpool             | Inglaterra | 1990 |

## Participaciones en Copas del Mundo
| Mundial                        | Sede           | Resultado        |
| ------------------------------ | -------------- | ---------------- |
| Copa Mundial de Fútbol de 1990 | Italia         | Cuartos de final |
| Copa Mundial de Fútbol de 1994 | Estados Unidos | Octavos de final |